# Radnice v Telči
Radnice v Telči je dvoupatrová renesanční budova situovaná v jižní frontě domů na náměstí Zachariáše z Hradce v Telči.

## Historie
První písemná zmínka o radnici v Telči pochází z roku 1443. V roce 1499 byla budova zničena výbuchem, v roce 1530 pak požárem. Stávající podoba radnice pochází z roku 1574 a objekt stojí na místě dvou bývalých obytných domů.
Interiér radnice byl mnohokrát upravován, asi nejvýraznější změnou byla adaptace podkroví na kanceláře v roce 1977.
V budově sídlí městský úřad a městské informační centrum. V letech 2020–22 proběhla generální rekonstrukce celého objektu.

## Architektura
Autorem renesanční podoby radnice byl stavitel italského původu Baldassare Maggi, který pro moravského zemského hejtmana Zachariáše z Hradce pracoval i na dalších stavbách (např. zámek Telč).
Zajímavým prvkem průčelí je vysoký pilastrový řád (tj. pilastry probíhají celou výškou budovy až k římse) s číslovkou 1574 v jedné z jednoduchých hlavic a také asymetricky umístěná oblá zvonička nad atikou. Mázhaus radnice je sklenutý do jediného středového pilíře.
Ve vstupním portále je osazen etalon délkové míry loket (sáh). V podloubí je pak umístěna deska připomínající zápis města na Seznam světového kulturního dědictví UNESCO v roce 1992.

## Pověst
Dle pověsti došlo ke zničení radnice výbuchem během zámecké slavnosti. Když na hostině došlo víno, sluha hledající nový vinný soudek v radničním sklípku omylem položil zapálenou louč na soudek se střelným prachem. Slavnost se prý konala na počest narození Petra Voka z Rožmberka (Rožmberkové byli s pány z Hradce příbuzní), k tomu ale došlo v roce 1539 a tento rok se s rokem zničení radnice neshoduje.